# Setia (chi ốc biển)
Setia là một chi ốc biển nhỏ, là động vật thân mềm chân bụng sống ở biển trong họ Rissoidae.

## Các loài
Các loài trong chi Setia gồm có:
- Setia aartseni (Verduin, 1984)[2]
- Setia alboranensis Peñas & Rolán, 2006[3]
- Setia amabilis (Locard, 1886)[4]
- Setia ambigua (Brugnone, 1873)[5]
- Setia anselmoi (van Aartsen & Engl, 1999)[6]
- Setia antipolitana (van der Linden & Wagner, 1987)[7]
- Setia bruggeni (Verduin, 1984)[8]
- Setia fusca (Philippi, 1841)[9]
- Setia gittenbergeri (Verduin, 1984)[10]
- Setia impolite Rolán & Hernández, 2006[11]
- Setia jansseni (Verduin, 1984)[12]
- Setia kuiperi (Verduin, 1984)[13]
- Setia lacourti (Verduin, 1984)[14]
- Setia latior (Mighels & Adams, 1842)[15]
- Setia levantina Bogi & Galil, 2007[16]
- Setia lidyae Verduin, 1988[17]
- Setia maculata (Monterosato, 1869)[18]
- Setia miae Verduin, 1988[19]
- Setia microbia Hoenselaar & Hoenselaar, 1991[20]
- Setia nicolae Segers, Swinnen & De Prins, 2009[21]
- Setia pulcherrima (Jeffreys, 1848)[22]
- Setia quisquiliarum (Watson, 1886)[23]
- Setia scillae (Aradas & Benoit, 1876)[24]
- Setia slikorum (Verduin, 1984)[25]
- Setia subvaricosa Gofas, 1990[26]
- Setia turriculata Monterosato, 1884[27]
- Setia ugesae Verduin, 1988[28]
- Setia valvatoides (Milaschewitsch, 1909)[29]